# ディシディア ファイナルファンタジー (アーケードゲーム)
『ディシディア ファイナルファンタジー』（DISSIDIA FINAL FANTASY、略称: DFFAC、ACDFFなど）は、スクウェア・エニックスのアーケードゲーム。2015年11月26日稼働開始。

## 概要
『ファイナルファンタジーシリーズ』の20周年記念として初作が発売され、シリーズの歴代キャラクターが闘い合うクロスオーバータイトルとして続いてきた『ディシディア ファイナルファンタジー』シリーズをベースとしたアーケード作品。稼働時点で約28年の歴史を持つファイナルファンタジーシリーズとして、初のアーケード用タイトルである。「ジャパン アミューズメントエキスポ 2015」にて発表された。
スクウェア・エニックスの社内開発であった旧作と異なり、実開発はコーエーテクモゲームスの「Team NINJA」が行っている。また、プラットフォームにはPlayStation 4をアーケード用にカスタマイズしたものがコアシステムに使用されている。
PlayStation Portableで発売されていた旧作からは世界観やストーリーが一新され、バトルシステムも3on3方式に変更されている。
2016年8月27日に初の公式イベントとして「ディシディア夏祭り」が開催、同イベントにおいて本作の関連タイトルとなるスマートフォン用ゲームアプリ『ディシディア ファイナルファンタジー オペラオムニア』が発表された。
2017年にコンシューマへの移植を発表、『ディシディア ファイナルファンタジー NT』のタイトルで2018年1月11日にPlayStation 4用ソフトとして発売された。2019年3月にはPC用ソフトとしてSteamでも配信された。
2020年2月20日に最終アップデート（Ver.1710）を実施、ネットワークサービスについても2021年4月1日をもって終了しオフライン稼働へ移行した。『NT』のオンラインサービスについては引き続き行われる。

## 基本システム
筐体は本作品オリジナルのものを使っており、左右にあるレバーにそれぞれPlayStation 4のコントローラーを左右に割ったような形状のコントローラーが取り付けられている。一部ボタン名は異なるが、基本的に旧作からボタンの位置と行えるアクションの関係は変更されていないため、ディシディアシリーズ旧作のプレイヤーも違和感なく移行できるとしている。また、左右レバーの中間には、『ファイナルファンタジー』シリーズの象徴である「クリスタル」を模した形状の大きなボタン「召喚ボタン」が設置されており、これを押し込むことで操作キャラクターに召喚の詠唱を行わせる（後述）。
一部の店舗では録画装置を取り付け、USBメモリにゲーム画面を動画保存することができ、保存した動画はプレイヤーズサイトに記載されているガイドラインの範疇で動画サイトへのアップロードが認められている。

### 戦闘システム
戦闘は3人のチーム（作中では、原作シリーズに倣って「パーティー」と呼称する）の2チーム対戦で行う。自分チームのキャラクターの攻撃で、相手チームのキャラクターのHPを0にした場合、そのキャラクターは「戦闘不能」となり一定時間戦闘に参加不能になる。相手チームのキャラクターをのべ3回戦闘不能にし、相手チームの「勢力HP」をなくすことで自チームの勝利となる。4分の制限時間が存在し、この時間内に両チームとも勝利条件を満たせなかった場合は引き分けとなり、戦績上は両チームともに敗北した扱いとなる。
戦闘におけるダメージの与え方については旧作の形式をそのまま踏襲しており、攻撃にはブレイブポイントを奪い取る「ブレイブ攻撃」と、HPにダメージを与える「HP攻撃」の2種類がある。HP攻撃を命中させた際はその時点でキャラクターが持っているブレイブがそのままHPへのダメージ量となる点、ブレイブ攻撃で相手のブレイブを0未満にすると「BREAK」状態にすることができ、相手をBREAK状態にしたキャラクターはプールされたブレイブポイントを得られる点も旧作と同様である。一方、「クリティカル」による偶発的なダメージ補正の削除、高いブレイブを持っているキャラクターへの攻撃時に発生するダメージ補正など、対戦方式の変化に伴ったいくつかの変更が行われている。
各キャラクターは「HEAVY」「SPEED」「SHOOT」「UNIQUE」の4タイプのいずれかに属しており、以下のような特徴を持っている。
- HEAVY……各ブレイブ攻撃における「カット値」と呼ばれる有効度が高く、攻撃同士がかちあった際に押しやすい。一方、機動力はやや低い。
- SPEED……機動力が高く、ヒット＆アウェイ型の戦法に向く。一方、攻撃の威力は若干低めに設定されている。
- SHOOT……遠隔戦型で遠距離攻撃を多数持ち、攻撃可能範囲の広さに優れる。一方、攻撃のカット値が低いため押し負けやすく、近接キャラクターに攻められた際に弱い。
- UNIQUE……他のキャラクターにはない、特殊な能力を持っている。戦闘中に、特定条件でキャラクターの性能が変化するものが多い。

各タイプは性能の指標の他に対戦のマッチングに影響し、チーム内で同じタイプのキャラクターが2人選出されないことを優先してマッチングが行われる。
多対多の対戦形式に変更されたことに伴い、シリーズ旧作に存在したシステム要素のうち、条件を満たすことでパワーアップした状態「EXモード」やそれに伴う大技「EXバースト」、別のキャラクターを一時的に戦闘に参加させる「アシスト」は廃止された。

### 育成・カスタマイズ要素
プレイヤーと、各々のキャラクターそれぞれにレベルが存在し、対戦毎にプレイヤーと操作したキャラクターの経験値が溜まってレベルが上昇する。プレイヤーレベルが特定の値になると新しいEXスキルを、キャラクターレベルが特定の値になると新しいHP攻撃を使えるようになる。後になって覚えるものほど性能が高いということはなく、選択肢を増やすのみにとどめるとしている。
なお、旧作と異なり、アーケードゲームとして性能格差を作らないため、どちらのレベルを上げても、パラメータや機動力、攻撃威力といった基礎的な性能が上がることはない。どのキャラクターについても補助効果を除いた値はHPが3500、初期ブレイブが1000で固定されている。
また、6人のプレイヤーが存在するため混乱して競技にならなくなるという理由から、攻撃技のカスタマイズは大幅に制限が掛けられている。ブレイブ攻撃については、各々のキャラクター毎に完全に固定されて付け外しの要素がなくなった。HP攻撃については、キャラクター毎に1種類しかセットできないようになり（ヴァンのみ例外）、地上時と空中時で別の技をセットすることもできなくなった。
キャラクターの容姿カスタマイズに関しては旧作の姿勢を受け継いでおり、旧作で「アナザーフォーム」と呼ばれていた衣装などの異なる別モデルはプレイヤーズサイトで「フォーム」として購入することができる。本作では「フォーム」のほか、キャラクターの持っている武器である「ウェポン」を購入して付け替えることができる（キャラクター性能には影響しない）。

## 登場人物
プレイヤーキャラクターとして選べるキャラクター数は、稼働開始時点で『ファイナルファンタジー』から『ファイナルファンタジーXIV』までの『ファイナルファンタジー』シリーズ発売済ナンバリング作品から各1名ずつ、合計14名であった。ここで選出されたキャラクターは、全てその作品の主人公、またはオンライン作品の主人公側NPC（旧作でいう「コスモス側」のキャラクター）である。なお、製作中である『ファイナルファンタジーXV』からの追加も考えてはいるが、まずは同作の発売後の話になると述べられている。
稼働後も1ヶ月半～2ヶ月程度に1名のペースで定期的なアップデート追加を行っている。エースの参戦時より、イベント「神々の闘争」が開催時は、同イベントでの報酬として追加キャラクターが先行開放され、一定期間後に一般開放される形がとられていたが、ゴルベーザの参戦時の闘争をもって同形式は廃止となり（ノクティス参戦時は神々の闘争は開催されなかった）、ヴェイン参戦時以降は神々の闘争開始と同時に一般開放され、そのまま新キャラで闘争に参加することも可能となっている。
製作陣は、今後前作『ディシディア デュオデシム ファイナルファンタジー』までのプレイアブルキャラクターは全て登場させたいと考えており、最終的にはトータル50名を目指すとしていたが、実現できなかった。

### 登場人物一覧
現在のキャラクター数は34名。

キャラクター名の★表示は、ディシディア ファイナルファンタジーシリーズ旧作に登場していなかった本作からの新規キャラクターであることを表す。
| 登場作品                           | キャラクター名                  | タイプ | 追加時期       |
| ---------------------------------- | ------------------------------- | ------ | -------------- |
| ファイナルファンタジー             | ウォーリア・オブ・ライト        | HEAVY  | 稼働開始時     |
| ファイナルファンタジー             | ガーランド                      | HEAVY  | 2016年4月21日  |
| ファイナルファンタジーII           | フリオニール                    | HEAVY  | 稼働開始時     |
| ファイナルファンタジーII           | 皇帝                            | SHOOT  | 2017年3月10日  |
| ファイナルファンタジーIII          | オニオンナイト                  | UNIQUE | 稼働開始時     |
| ファイナルファンタジーIII          | 暗闇の雲                        | HEAVY  | 2017年10月12日 |
| ファイナルファンタジーIV           | セシル・ハーヴィ                | HEAVY  | 稼働開始時     |
| ファイナルファンタジーIV           | カイン・ハイウィンド            | SPEED  | 2016年7月28日  |
| ファイナルファンタジーIV           | ゴルベーザ                      | SHOOT  | 2017年11月16日 |
| ファイナルファンタジーV            | バッツ・クラウザー              | UNIQUE | 稼働開始時     |
| ファイナルファンタジーV            | エクスデス                      | UNIQUE | 2017年5月25日  |
| ファイナルファンタジーVI           | ティナ・ブランフォード          | SHOOT  | 稼働開始時     |
| ファイナルファンタジーVI           | ★ロック・コール                 | SPEED  | 2018年5月17日  |
| ファイナルファンタジーVI           | ケフカ・パラッツォ              | SHOOT  | 2016年6月30日  |
| ファイナルファンタジーVII          | クラウド・ストライフ            | HEAVY  | 稼働開始時     |
| ファイナルファンタジーVII          | ティファ・ロックハート          | SPEED  | 2019年6月27日  |
| ファイナルファンタジーVII          | セフィロス                      | HEAVY  | 2016年11月24日 |
| ファイナルファンタジーVIII         | スコール・レオンハート          | SPEED  | 稼働開始時     |
| ファイナルファンタジーVIII         | ★リノア・ハーティリー           | SHOOT  | 2018年7月12日  |
| ファイナルファンタジーVIII         | アルティミシア                  | SHOOT  | 2017年9月14日  |
| ファイナルファンタジーIX           | ジタン・トライバル              | SPEED  | 稼働開始時     |
| ファイナルファンタジーIX           | クジャ                          | SPEED  | 2017年1月26日  |
| ファイナルファンタジーX            | ティーダ                        | SPEED  | 稼働開始時     |
| ファイナルファンタジーX            | ユウナ                          | SHOOT  | 2018年11月15日 |
| ファイナルファンタジーX            | ジェクト                        | SPEED  | 2017年8月17日  |
| ファイナルファンタジーXI           | シャントット                    | SHOOT  | 稼働開始時     |
| ファイナルファンタジーXI           | ★カムラナート                   | UNIQUE | 2018年9月19日  |
| ファイナルファンタジーXII          | ヴァン                          | UNIQUE | 稼働開始時     |
| ファイナルファンタジーXII          | ★ヴェイン・カルダス・ソリドール | HEAVY  | 2018年3月14日  |
| ファイナルファンタジーXIII         | ライトニング                    | SPEED  | 稼働開始時     |
| ファイナルファンタジーXIII         | ★スノウ・ヴィリアース           | HEAVY  | 2019年1月30日  |
| ファイナルファンタジーXIV          | ★ヤ・シュトラ                   | SHOOT  | 稼働開始時     |
| ファイナルファンタジーXIV          | ★ゼノス・イェー・ガルヴァス     | UNIQUE | 2019年3月26日  |
| ファイナルファンタジーXV           | ★ノクティス・ルシス・チェラム   | SPEED  | 2017年12月7日  |
| ファイナルファンタジーXV           | ★アーデン・イズニア             | HEAVY  |                |
| ファイナルファンタジータクティクス | ★ラムザ・ベオルブ               | UNIQUE | 2016年2月4日   |
| ファイナルファンタジー零式         | ★エース                         | SHOOT  | 2016年9月28日  |

## ステージ
本作に登場するステージは、『コーネリア』や『ミッドガル』など原作の象徴的（物語の序盤で登場するなど）かつ、一目で見てどの作品なのかが分かる場所を優先的に選んでいる。
勢力HPが残り1つになった時、召喚獣の帰還時、残り時間が1分未満のいずれかの条件を満たした場合、原作の重要イベントを再現した特別な演出に変化する。
例：『FFI』のステージ「コーネリア」の演出　「空が暗黒に包まれる（『FFI』のオープニングの再現）」
　　『FFVII』のステージ「ミッドガル」の演出　「ミッドガルにメテオが出現する（『FFVII』のエンディングの再現）」
ただし、『FFXIV』のステージ「ポルタ・デクマーナ」のみ例外で、1人でも戦闘不能になるか残り時間が2分30秒未満になるとステージが変化する。
PSP版のステージに搭載されていたギミック「デジョントラップ」は廃止され、落とし穴の地形がなくなった。

### ステージ一覧
現在のステージ数は16種類（2018年10月21日時点）。
| 登場作品                           | ステージ名              | ステージ解説                                                      | 終盤演出                                                                        | 追加時期                        |
| ---------------------------------- | ----------------------- | ----------------------------------------------------------------- | ------------------------------------------------------------------------------- | ------------------------------- |
| ファイナルファンタジー             | コーネリア              | FFIのOPが流れた場所。                                             | FFIのOPの再現で、空が暗黒に包まれる。                                           | 稼働開始時                      |
| ファイナルファンタジーII           | パンデモニウム          | リメイク版FFIIのパンデモニウム7Fがモデル。                        | 壁と天井が消滅し、パンデモニウム最上階(10F)をオマージュしたクリスタルが出現。   | 2017年2月16日                   |
| ファイナルファンタジーIII          | 浮遊大陸                | FC版のドット絵がモデル。 前半は雲に覆われている。                 | 雲が晴れ、クリスタルタワーが出現する。 同時に飛空艇エンタープライズが飛び立つ。 | 2017年6月15日                   |
| ファイナルファンタジーIV           | 月の渓谷                | 月の民の館や魔導船、青き星が背景として登場する。                  | 青き星から祈りが届き、月の民の館が光り輝く。                                    | 2017年7月12日                   |
| ファイナルファンタジーV            | 次元の狭間 ラストフロア | 次元の狭間の最深部がモデル。                                      | ネオエクスデス戦の背景に変化する。                                              | 稼働開始時                      |
| ファイナルファンタジーVI           | ナルシェ周辺            | FFVIのOPにて、ナルシェに向かう雪原がモデル。                      | 雪が溶け、世界崩壊が発生。 空も世界崩壊の状態に変化する。                       | 稼働開始時                      |
| ファイナルファンタジーVII          | ミッドガル              | クラウドが神羅ビルを見上げるイラストがモデル。                    | 空が赤く染まり、ミッドガルにメテオが出現する。 FFVIIのEDの再現。                | 稼働開始時                      |
| ファイナルファンタジーVIII         | 約束の場所              | FFVIIIのEDにて、スコールが迷い込んだ荒野がモデル。                | 雲が晴れて、辺り一面に花畑が広がる。                                            | 2017年12月7日                   |
| ファイナルファンタジーIX           | アレクサンドリア城下町  | チケット屋がある広場がモデル。 飛空艇プリマビスタが周遊している。 | 町から煙が上がり、城からアレクサンダーが召喚される。                            | 2016年3月17日                   |
| ファイナルファンタジーX            | ビサイド島              | ティーダが最初に上陸した浜辺がモデル。                            | 空が夕焼けに染まり、異界送りの如く大量の幻光虫が舞う。                          | 稼働開始時                      |
| ファイナルファンタジーXI           | 天輪の場                | カムラナートとの決戦の舞台。                                      | 中央のトゥー・リア―装置が起動。 壁が崩れ、クフィム島の曇天が見えるようになる。  | 2017年11月9日                   |
| ファイナルファンタジーXII          | 王都ラバナスタ          | 結婚式やヴェインの演説が行われた大聖堂がモデル。                  | 天候が砂嵐になり、空中要塞バハムートが出現する。 解放軍VS帝国軍の再現。         | 2016年12月22日                  |
| ファイナルファンタジーXIII         | 聖府首都エデン          | FFXIIIのPVで流れたフリーウェイがモデル。                          | ファルシ=エデンが停止し、フリーウェイが崩壊する。                               | 稼働開始時 2016年10月20日に改装 |
| ファイナルファンタジーXIV          | ポルタ・デクマーナ      | 新生編ラスボスとの決戦の舞台。                                    | アルテマが詠唱され、焼け野原に変わる。 新生編ラスボスの後半戦を再現。           | 2016年8月18日                   |
| ファイナルファンタジーXV           | 王都インソムニア        | 王都城前の広場がモデル。                                          | 夜になり、背景に歴代王が出現する。                                              | 2018年8月10日                   |
| ファイナルファンタジータクティクス | オーボンヌ修道院        | プロローグで登場した修道院がモデル。                              | OP再現で天候が雷雨に変化する。                                                  | 2018年2月22日                   |
| ファイナルファンタジー零式         | 魔導院 噴水広場         | 第一章の再現で、皇国軍の空中戦艦や魔導アーマーが登場。            | 第八章の再現で、フィニスが訪れステージが赤く染まる。                            | 2018年6月14日                   |

## 召喚獣
本作の召喚獣はPSP版の召喚獣システムから大幅に変更されている。

召喚獣は戦闘前に、パーティーメンバーの投票によって選び、投票数の多かった召喚獣を設定して使用する。

### 召喚方法
召喚方法は、まずパーティーで共有されている「召喚ゲージ」を最大まで溜める。最大まで溜める方法は以下の2通り。
1. 相手に攻撃を当てる（上昇量：小）
2. 一定時間ごとに出現する「召喚コア」を攻撃して破壊する（上昇量：大）

召喚ゲージが最大まで溜まった後は、アーケード台中央に設置されている「召喚ボタン」を長押しして詠唱。「召喚詠唱ゲージ」が最大まで溜まると「4人目の仲間」として設定した召喚獣が出現する。

なお、召喚獣が出現している間、相手のパーティーは召喚獣を呼ぶことが出来ない。

### 召喚獣の特徴
召喚獣にはそれぞれ「召喚獣効果」と呼ばれる支援効果が備わっている。

この召喚獣効果は戦闘が始まった瞬間から常時発揮され、パーティーメンバーを強化する。召喚成功後は召喚獣効果が強化され、戦闘終了まで適用され続ける。

召喚獣の攻撃は全て「ガード不能なブレイブ攻撃」となっている。召喚獣の攻撃を受けても、ブレイブは0より減らずブレイブブレイクを起こすことはない。ただしブレイクにならないため、ブレイブが0から自動回復しない。

### 召喚獣の入手方法
召喚獣の入手方法は以下の2通り
1. 初回プレイ時に1体入手
2. 同じ召喚石の欠片を5つ揃えることで、新しい召喚獣を獲得。召喚石の欠片は全国対戦やミッションモードの戦闘終了時に、低確率で入手できる。

### 召喚獣一覧
現在の召喚獣の数は7種類（2018年10月21日時点）。
| 召喚獣名       | 召喚前効果                           | 召喚後効果                                                            | 追加時期      |
| -------------- | ------------------------------------ | --------------------------------------------------------------------- | ------------- |
| イフリート     | ガード耐久の削り量アップ             | ガード耐久の削り量アップ ブレイブ攻撃力アップ                         | 稼働開始時    |
| シヴァ         | ブレイブ基本値への回復速度アップ     | ブレイブ基本値への回復速度アップ ブレイブ基本値アップ                 | 稼働開始時    |
| ラムウ         | バフ系EXスキルのゲージ上昇量アップ   | バフ系EXスキルのゲージ上昇量アップ バフ系EXスキルの効果時間アップ     | 稼働開始時    |
| オーディン     | ダッシュゲージの最大値アップ         | ダッシュゲージの最大値アップ 移動速度アップ                           | 稼働開始時    |
| リヴァイアサン | デバフ系EXスキルのゲージ上昇量アップ | デバフ系EXスキルのゲージ上昇量アップ デバフ系EXスキルの効果時間アップ | 稼働開始時    |
| アレクサンダー | HPゲージの最大値アップ               | HPゲージの最大値アップ 防御力アップ                                   | 2016年5月26日 |
| バハムート     | 専用EXスキルのゲージ上昇量アップ     | 専用EXスキルのゲージ上昇量アップ 専用EXスキルの効果時間アップ         | 2017年4月20日 |

## ディシディア ファイナルファンタジー NT
『ディシディア ファイナルファンタジー NT』（DISSIDIA FINAL FANTASY NT、略称: DFFNT）は、2018年1月11日にスクウェア・エニックスより発売されたPlayStation 4専用の対戦アクション。アーケード版の内容に新要素を加えてPS4用に移植された。2019年3月13日にはSteamにてMicrosoft Windows 10 64bit向けに移植された。

### 商品展開
本編発売同日、本編と追加コンテンツを入手できる「DFFNT シーズンパス」等を含むダウンロード専用『DISSIDIA FINAL FANTASY NT デジタルプレミアムエディション』（DIGITAL PREMIUM EDITION）、及びe-STORE専売で各種特典付き『DISSIDIA FINAL FANTASY NT アルティメットボックス』が発売された。
詳細については「DFFNT 公式サイト（ゲーム製品情報）」を参照のこと。
後に2018年11月22日より基本無料版となる『ディシディア ファイナルファンタジー NT フリーエディション』（DISSIDIA FINAL FANTASY NT Free Edition）が配信されている。『フリーエディション』はオンライン対戦専用で、ストーリーは削除。
2019年3月13日にはSteamにてWindows版『フリーエディション』が配信開始。基本無料で、ダウンロードコンテンツを購入可能。

### NTの主な要素
クラスマッチ
全国のプレイヤーと3vs3の対戦が可能なモード。
ストーリー
アーケード版では語られなかった物語を見ることができる。ストーリーの解放にはメモリアが必要で、プレイヤーレベルのアップなどで入手できる。中にはバトルが発生する箇所もある。
ラッシュバトル
敵と連戦する一人専用のバトルモード。
ショップ
ギルを消費してスキンやBGMなどを購入できる。
トレジャー
キャラクターのレベルアップなどで入手できるアイテム。スキン・アイコン・BGMがランダムで入手できる。
コアバトル
ラッシュバトルやルームマッチで選択できる新たなバトル形式。相手チームのコアを攻撃し、先にコアのHPを0にし破壊したチームが勝者となる。コアの付近に同じチームのキャラクターが一人でもいる場合、コアにバリアが貼られダメージが通らない状態になる。そのため、相手チームのコアにダメージを与えるには相手のキャラクターを攻撃するなどしてコア付近から遠ざける必要がある。パーティメンバーは戦闘不能になっても何度でも復活できる。
召喚獣バトル
ストーリーを進めると、召喚獣とのボス戦闘になることがある。ボスは高いHPを持ち、攻撃範囲の広いブレイブ攻撃やHP攻撃を使用してくる。通常の状態ではHP攻撃を当ててもダメージを与えることができず、ブレイブ攻撃を何度か当て続けてスタン状態になっている間のみHPにダメージを与えることができる。また、HPが半分になるとパターンが変化し、より強力な攻撃を使用してくるようになる。勢力HPはプレイヤーキャラが戦闘不能になった時のみ減少し、自身が3回戦闘不能になると敗北となる。それ以外のパーティメンバーは何度でも復活できる。

## ボイスアクターズライブ ディシディア FF『SECRETUM-秘密-』
2017年12月18日から19日まで朗読劇 『ボイスアクターズライブ ディシディア FF『SECRETUM-秘密-』』が中野サンプラザにて全2公演、上演された。
女神マーテリアによって召喚されたクラウド、スコール、ティーダの3名が、記憶を失った謎の青年と出会ったことで、思わぬ事態に巻き込まれていくという、ゲームにないオリジナルストーリーである。主人公・謎の青年を小野友樹、クラウドを櫻井孝宏、スコールを石川英郎、ティーダを森田成一、セフィロスを森川智之が務める。
公演の模様は映像ソフト化（DVDおよびBlu-ray）され2018年4月4日に発売された。